# Juvelen
Juvelen in Djurs Sommerland (Nimtofte, Dänemark) ist eine Stahlachterbahn vom Modell Family Launch Coaster des Herstellers Intamin, die am 4. Mai 2013 eröffnet wurde.
Auf der 1000 m langen Strecke werden die Züge über einen Reibrad-Abschuss und einen Reibrad-Booster auf eine Höchstgeschwindigkeit von 85 km/h beschleunigt.
Die Züge verfügen über jeweils neun Wagen mit Platz für jeweils zwei Personen (eine Reihe).
2018 wurde im französischen Le Pal mit Yukon Quad eine spiegelbildlich baugleiche Anlage eröffnet.

## Auszeichnungen
Der Betreiber Djurs Sommerland und der Hersteller Intamin wurden 2014 mit dem Neuheitenpreis FKF-Award des Freundeskreises Kirmes und Freizeitparks als beste europäische Neuheit des Jahres 2013 ausgezeichnet.